# Legeriomyces aenigmaticus
Legeriomyces aenigmaticus är en svampart som beskrevs av Lichtw. & M.C. Williams 1983. Legeriomyces aenigmaticus ingår i släktet Legeriomyces och familjen Legeriomycetaceae.   Inga underarter finns listade i Catalogue of Life.